# هانس فون زکت
یوهانس "هانس" فریدریش لئوپولد فن زکت (به آلمانی: Johannes "Hans" Friedrich Leopold von Seeckt) (۲۴ آوریل ۱۸۶۶–۲۷ دسامبر ۱۹۳۶) نظامی بلندپایه آلمانی بود.
در طول جمهوری وایمار وی ریاست ستاد رایشسور را از ۱۹۱۹ تا ۱۹۲۰ و از ۱۹۲۰ تا استعفایش در اکتبر ۱۹۲۶ و نیز فرماندهی کل قوای مسلح جمهوری وایمار را بر عهده داشت. در باز سازماندهی نیروی زمینی پس از شکست آلمان در جنگ اول جهانی که این کشور را از تشکیل ستاد ارتش محروم کرده بودند، نقشی بسزا داشته و پایه‌های دکترین، تاکتیک‌ها، سازمانها و آموزش نیروهای آلمانی را پی ریزی نمود. وی در ۱۹۲۶ سازمانِ شبه ستادی دفاع ملی را در حالی ترک کرد که این سازمان صاحب دکترین عملیاتی تعریف شده و استاندارد و چارچوبی دقیق برای شیوه‌های آینده نبرد_که به‌طور گسترده‌ای در جبهه‌های جنگی آلمان‌ها در نیمه نخست جنگ جهانی دوم مورد استفاده قرار گرفتند_ شده بود.
زکت به عنوان نماینده پارلمان از ۱۹۳۰ تا ۱۹۳۲ یعنی یکسال پیش از به قدرت رسیدن حزب نازی فعالیت نمود. از ۱۹۳۳ تا ۱۹۳۵ وی مکرراً در چین به عنوان مشاور نظامی چیانگ کای‌شک در جنگ با کمونیست‌ها مشارکت داشته و نقشی مستقیم در ابداع تاکتیکهای محاصره ای که به یک رشته پیروزی‌ها در برابر ارتش سرخ خلق منجر شد و مائو تسه‌تونگ را مجبور به ۹٬۰۰۰ کیلومتر عقب‌نشینی نمود، داشت.

## جنگ اول جهانی

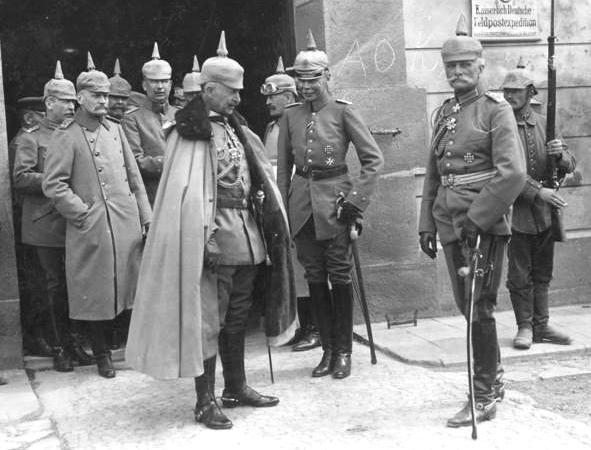
ژنرال مکنسن (نفر دوم از سمت راست) و رئیس ستادش فون زکت (نفر سوم) در کنار قیصر ویلهلم دوم

با وقوع جنگ اول جهانی زکت ابتدا با درجه سرهنگ دومی به عنوان رئیس ستاد اوالد فون لوچوف در سپاه سوم آلمان خدمت کرد. با بسیج نیروها در اول اوت ۱۹۱۴ سپاه سوم تحویل ارتش یکم الکساندر فن کلوک که مرکز ثقل طرح اشلیفن را برای حمله به فرانسه تشکیل می‌داد، شد. در بدو ۱۹۱۵ پس از آنکه این ارتش در نزدیکی سواسون مورد تهاجم قرار گرفت، زکت یک ضدحمله را توصیه نمود که باعث اسیر گرفتن هزاران سرباز دشمن و غنیمت گرفتن سلاح‌های آنان شد. در ۲۷ ژانویه ۱۹۱۵ به درجه سرهنگی ارتقای مقام یافته و در ماه مارس به جبهه شرق منتقل گردید تا به عنوان رئیس ستاد فرمانده ارتش یازدهم آلمان یعنی فیلدمارشال مکنسن خدمت کند. او در طراحی و اجرای نبردهای کاملاً موفق مکنسن نقشی پایه ای داشت.
در ارتش یازدهم، زکت تهاجم به خط گورلیس_تارنوف از ۲ مه تا ۲۷ ژوئن ۱۹۱۵ را هدایت نمود، جایی که دو ارتش روسی در جلوی خود را از هم شکافتند و روس‌ها بعد از این شکست هرگز نتوانستند کاملاً کمر راست کنند. در اینجا زکت شیوه جدیدی در کاربرد فشار حمله به کار برد، به طوری که نفرات ذخیره را در طول شکاف‌های حاصل شده در خطوط دفاعی روس‌ها حرکت داد. با این شیوهٔ جدید یعنی پیشروی در جبهه ای متحدالشکل و استفاده از نفرات ذخیره برای در هم کوبیدن نقاط قوت دشمن، از شیوهٔ منسوخ امن ساختن جناحین تخطی نمود. با فشار آوردن نیروهای ذخیره اش به عقب خطوط روس‌ها، مواضع و خط دفاعی روس‌ها را متلاشی نمود. به خاطر این عملیات وی بالاترین نشان نظامی پروسی یعنی پور لی میریت را دریافت داشت. در ژوئن ۱۹۱۵ زکت به درجه سرتیپی ارتقا یافت. وی رئیس ستاد مکنسن باقی ماند و در اواخر اکتبر همین سال که به مکنسن، فرماندهی گروه ارتشی متشکل از ارتش یازدهم آلمان، ارتش سوم اتریش_مجارستان و ارتش یکم بلغارستان را سپردند تا جبهه جدیدی علیه صربستان بگشاید، بار دیگر زکت نقشی محوری در طراحی و هدایت عملیات‌ها از ۶ اکتبر تا ۲۴ نوامبر ۱۹۱۵ داشت. این گفته در میان ارتش آلمان شایع بود: «هرکجا مکنسن هست، زکت هم هست؛ هرکجا زکت هست، پیروزی هم هست.» در ژوئن ۱۹۱۶ وی رئیس ستاد ارتش هفتم اتریش_مجارستان در گالیسیا شد، ارتشی که با ناامیدی در برابر تهاجم بروسیلوف (از معدود تهاجمات موفق در طول جنگ. م) مقاومت می‌کرد برگزیده شد. همچنین بعداً به عنوان رئیس ستاد گروه ارتش اتریش_مجارستان تحت هدایت آرشدوک کارل گردید، کسی که در نوامبر همین سال به عنوان آخرین امپراتور اتریش_مجارستان تاج گذاری کرد.
در ۱۹۱۷ زکت به امپراتوری عثمانی_متحد دوم آلمان ها_ فرستاده شد تا رئیس ستاد ارتش عثمانی گردد. آلمان‌ها با انتخاب زکت در واقع یک افسر ستاد درجه یک را به آنجا می‌فرستادند اما این کار تأثیری اندک بر ترکان عثمانی گذاشت. اتحاد بین امپراتوری‌های آلمان و عثمانی ضعیف بود. امپراتوری در حال زوال عثمانی با این قول که یک پیروزی قلمروهای از دست رفته اش را به وی بازمی‌گرداند، وسوسه شده بود که در جنگ شرکت جوید در حالیکه امید آلمان به این بود که ورود ترکان به جنگ، نیروهای متفق را در جایی دور از اروپای غربی مشغول کند. زکت و سایر همکاران آلمانی اش نمی‌توانستند توجهی چندان به استراتژی بزرگشان برای عثمانی را جلب کنند. هرچند انور پاشا از مشورت‌های افسران و فرستادگان آلمانی بهره می‌برد اما اگر عقایدشان با دیدگاه‌های خودش متفاوت می‌بودند، آنها را نادیده می‌گرفت.
دیدگاه فرماندهی عالی ارتش آلمان بر این بود که تفرقه داخلی در یک ملت، توانائی آن ملت را برای هدایت موفق یک نبرد به تحلیل می‌برد. زکت نیز همین دیدگاه را داشت اما در مقام حمایت از رهبران امپراتوری عثمانی مجبور بود بر نسل‌کشی ارامنه توسط حکومت این کشور صحه گذارد. این کشتار بیرحمانه با اعتراض شدید شهروندان، کشیشان و دولتمردان آلمانی مواجه گشت. پس از دوسال که زکت از عثمانی برگشت، استدلال نمود که اینگونه اقدامات برای حفظ ترکیه از فروپاشی داخلی ضرورت داشته‌اند. در ژوئیه ۱۹۱۸ پاسخ زکت به استعلام حکومت متبوعش در مورد اوضاع داخلی ترکیه چنین بود: «این غیرممکن است که هم متحد ترکان باقی مانده و هم از ارمنیان دفاع نمائیم. به عقیدهٔ من باید به خاطر اجتناب ناپذیریِ واضحِ این کشتار در وضعیت جنگی، هر نقطه نظری چه مسیحی، چه احساسی و چه سیاسی نادیده گرفته شود.» زکت همچنین کمیته اتحاد و ترقی عثمانی را مورد حمایت قرار داد.
با شکست ترکان در جنگ در اکتبر ۱۹۱۸، زکت در نوامبر این سال به میهن خود بازگشت. هرچند که آتش‌بس ۱۱ نوامبر ۱۹۱۸ امضاء گردیده بود اما بریتانیا به محاصره اش علیه بنادر آلمانی ادامه می‌داد به نحوی که باعث قحطی گسترده در این کشور شد. زکت به جبهه شرق فرستاده شد تا عقب‌نشینی نیروهای آلمانیِ آنجا را سازمان دهد. در بهار ۱۹۱۹ وی به عنوان نماینده ستاد ارتش آلمان به مذاکرات کنفرانس صلح ورسای فرستاده شد. وی بی آنکه توفیق یابد کوشید متفقین را متقاعد کند که خواستهای خود را در مورد خلع سلاح آلمان تعدیل کنند. زکت خواستار نیرویی ۲۰۰٬۰۰۰ نفری بود که با آن موافقت نشد. در ۲۸ ژوئن ۱۹۱۹ ژرمن‌ها از سر ناچاری به شرایط خفت بار معاهده ورسای تن در دادند.

## توسعه رایشسور
معاهده ورسای به‌طور گسترده‌ای حجم ارتش آلمان را محدود، ستاد ارتش امپراتوری آلمان را منحل و هرگونه استفادهٔ ارتش این کشور از سلاح‌های مدرن را منع نمود. زکت به عنوان رئیس کمیته سازماندهی ارتش در دوران صلح منصوب گردید که وظیفه اش باز سازماندهی ارتش در چارچوب محدودیت‌های اعمال شده در معاهده ورسای بود. وی پس از پاول فون هیندنبورگ آخرین رئیس ستاد ارتش امپراتوری آلمان بود که در ۱۵ ژوئیه ۱۹۱۹ منحل شده و به جای آن مسئولیت تشکیل رایشسور در ۱۱ اکتبر ۱۹۱۹ بدو محول گشت.
در یادداشتی به سال ۱۹۱۹ زکت خشم گسترده افسران آلمانی از بندهای خفت آور معاهده ورسای (از جمله منع تشکیل ستاد کل) را ابراز کرد. وی همچنین فاش نمود که با پیشنهاد عضویت آلمان در جامعه ملل و اینکه چنین سازمانی می‌تواند صلحِ بعد از جنگ را پاس دارد، مخالف است. به رغم اینکه در حالت کلی دوستدار صلح بود، اما استدلال می‌کرد که جنگ یک حالت دورانی و تکرارپذیر در تاریخ است و وظیفه یک افسر آلمانی اینست که برای مبارزه در جنگ بعدی، اگر وقوع یافت، آماده باشد. زکت گفت: «تجاربی که از تاریخ کسب نموده‌ام مرا از اینکه به ایده «صلح ابدی» به عنوان چیزی جز یک خیالبافی بنگرم، بازمی‌دارند؛ با چنین ایده ای خواه کسی آنرا به عنوان یک_به قول مولتکه_خیالی شیرین در نظر بگیرد خواه نگیرد، هنوز برایش جای سؤال باقی می‌ماند.»
زکت باورمند بود که چه آلمانِ آینده از خود دفاع کند چه مورد شفقت همسایگانش باشد، در هرحال جنگ اجتناب ناپذیر است. وی می‌کوشید مطمئن گردد که ارتش کشورش روحیهٔ سرکشی و تهاجمی ای که بخشی از سنتش بود را حفظ کرده‌است. لازم به ذکر نیست که ارتش آلمان به دنبال درگیری نبود اما در عین حال این رئیس ستاد استدلال کرد که یکی از وظایف اولیهٔ یک افسر آلمانی نگه داشتن مردانِ تحت امر خود و مردم کشورش در حالت آمادگی دفاع است؛ وی گفت: «افسران آلمانی و به خصوص اعضای ستاد کل، هیچگاه جنگ را برای نَفس آن یا به خاطر جنگ طلبی نخواسته و اکنون هم نباید بخواهند. اما نباید از این نکته غفلت ورزیم که کارهای بزرگ بوسیلهٔ جنگجویان ژرمن به عرصهٔ انجام رسیده‌اند. جاودان نگه داشتن خاطره آنها در اذهان خود و ملت آلمان وظیفه ای مقدس است. نه افسران و نه مردم آلمان هرگز آرمان صلح را مورد پرسش قرار نمی‌دهند اما آگاه خواهند بود که در عرصهٔ واقعیت، تنها ابهت شخصی و ملی است که به حساب می‌آیند. اگر روزی دست تقدیر بار دیگر مردم آلمان را به تسلیح فراخوانَد_ و چه کسی می‌تواند شک کند که چنین روزی فرا خواهد رسید_ نباید افسران مجبور باشند که ملتی انباشته از ضعفا بلکه ملتی مملو از مردان زورمند و آماده را به در دست گرفتن سلاح‌های آشنا و مطمئن فرا خوانند. چگونگیِ در دست گرفتن آلات قتال مهم نیست، مهم این است که این سلاح‌ها در دستانی فلزین و قلب‌هایی آهنین جای گیرند. اکنون بگذارید با تمام وجود بکوشیم مطمئن گردیم که در چنین روزی، نسبت به وجود چنین قلب‌ها و دستانی هیچگونه احساس فقدانی نداشته باشیم. بگذارید خستگی ناپذیرانه بکوشیم روح و جسم خود و هر چه که از آلمانی بودنمان داریم را نیرومند کنیم. این بر دوش تک تک اعضای ستاد کل است که رایشسور را نه تنها به صورت ستونی قابل اتکا برای دولت بلکه به صورت مکتبی برای رهبران ملت درآورند. فراتر از خود ارتش، تک تک افسران بذر روحیهٔ مردانگی را در سرتاسر خلق ژرمن خواهد کاشت.»
معاهده ورسای حجم ارتش را به ۱۰۰٬۰۰۰ نفر کاهش داده بود که از این تعداد تنها ۴٬۰۰۰ می‌توانستند افسر باشند. به عنوان فرماندهٔ کل قوای مسلح، زکت می‌خواست مطمئن شود که شایسته‌ترین افسران حفظ شده‌اند. رایشسور به گونهٔ نیروی کادری طراحی شده بود که در صورت نیاز می‌توانست توسعه یابد. افسران را چنان آموزش می‌دادند که بتوانند حداقل در سطح یگانی بزرگتر از یگان فعلی خود وظیفه فرماندهی را انجام دهند بر همین اساس بود که در بدو جنگ دوم جهانی NCOهای شایسته‌ای که دو دهه پیش تحت نظر زکت آموزش هدایت واحدهای بزرگتر را دیده بودند، اکنون دیگر دانش‌آموخته بوده و کارکردشان به خوبی مشهود بود. تقریباً تمامی فرماندهان ورماخت در جنگ دوم جهانی از افسرانی بودند که زکت آنها را در سال‌های ۱۹۲۰_۱۹۱۹ نگه داشته بود.
از لحاظ سیاسی وی عقایدی محافظه کارانه داشت. زکت سلطنت طلبی بود که تداوم پیوستگی‌های سنتی به ارتش امپراتوری سابق را تشویق می‌کرد. بدین منظور وی اسکادران‌ها و گروهان‌های ویژه ای را طراحی نمود که درست جانشین برخی تیپ‌های ویژهٔ ارتش امپراتوری سابق شدند. این معاون سابق ژنرال مکنسن عقاید جزمیِ حقارت آمیزی نسبت به یهودیان داشت. در نامه ای به همسرش، که خود تا اندازه ای یهودی بود، در ۱۹ مه ۱۹۱۹ راجع به نخست‌وزیر جدید پاول هیرش نوشت: «وی یک نماینده پارلمان کهنه‌کار است و چندان هم بد نیست. [اما] برای این سمت کاملاً نامناسب به نظر می‌آید؛ به ویژه که یک یهودی نیز هست و این فی نفسه تحریک کننده است؛ توانائی بالقوهٔ یهودیان جداً قابل انتقاد است زیرا هرگز در ساختن دولتی به کار نمی‌آید. این [اتفاق] خوبی نیست.» بدین صورت زکت قانون اساسی جمهوری وایمار در سال ۱۹۱۹ که تبعیض‌های مذهبی را منع می‌کرد، نادیده گرفت. وی دستور داده بود که یهودیان در رایشسور پذیرش نشوند؛ بی‌توجه به اینکه چه ظرفیت‌هایی ممکن بود داشته باشند.
وی به جمهوری دوم لهستان به مثابه هستهٔ مرکزی تمامی مشکلات در شرق آلمان نگاه می‌کرد و باور داشت که هستیِ چنین دولتی اصولاً با علایق محوری آلمان در تضاد است. این ژنرال علاقه‌مند به ائتلاف با اتحاد جماهیر شوروی بود که همانند آلمان سرزمین‌هایی را به لهستان واگذار کرده بود. بعد از دریافت نشانه‌های دلگرم کننده ای از سوی دفتر تازه تأسیس کمیساریای جنگیِ لئون تروتسکی، زکت دوست نزدیک خود انور پاشا را با مأموریتی مخفی به مسکو فرستاد تا با کشور شوراها قراردادهایی از جانب جمهوری وایمار امضاء نماید. در تابستان ۱۹۲۰ انور پاشا نامه ای را به زکت ارسال داشت که در آن تروتسکی وعده داده بود شوروی لهستان را بین خودش و آلمان قسمت کند و در مقابل، کشورش تسلیحات آلمانی دریافت کند. ژنرال زکت نسبت به استفاده از قوهٔ نظامی بر ضد تلاش بلشویک‌های کشورش برای دستیابی به قدرت، هیچگونه تردیدی نداشت اما نگرانی اش راجع به کمونیسم بر دیدگاهش مبنی برداشتن روابط دوستانه با اتحاد شوروی هیچگونه تأثیری ننهاد. او به اتحاد غیررسمی با شوروی با نگاهی عملی (پراگماتیک. م) می‌نگریست نه نگاهی ایدئولوژیک. هر دو ملت در پایان جنگ اول جهانی تضعیف شده و به تهدیدات خارجی مبتلی بودند. این رئیس ستاد اعتقاد داشت که با همکاری این دو ملت مغلوب، دستان هر دو نیرومندتر خواهد شد. زکت تلاش‌های ژنرال رودیگر فون در گلتس و فرای‌کور تحت امر وی برای تشکیل یک دولت آلمانیِ ضدکمونیست در ناحیه کشورهای حوزه دریای بالتیک را تلاشی سخره آمیز برای بازگرداندن زمان به عقب می‌دید. وی خوشحال می‌شد اگر موفقیت فون در گلتس در اشغال دولتهای بالتیک را ببیند، اما با تلاش‌هایش در استفاده از این دولت آلمانی_بالتیکِ فرضی اش به عنوان ابزاری برای بیرون انداختن بلشویک‌ها جداً مخالف بود. زکت لهستان را دشمن اصلی دانسته و اتحاد شوروی را به چشم متفقی سودمند در برابر آن می‌دید. برای همین وی غریزهٔ کمونیست ستیزیِ گولتس را به دیدهٔ منفی می‌نگریست.
پس از اینکه متفقین، لیست جنایتکاران جنگی آلمانی را به دولت وایمار جهت بازخواست آنها را ارائه کردند، زکت در ۹ فوریه ۱۹۲۰ افسران رایشسور و سران دپارتمان‌های گوناگون ستاد را به یک کنفرانس فراخوانده و بدانها گفت که اگر دولت وایمار، [درخواستِ ستاد دفاع ملی] مبنی بر رد خواستهٔ متفقین را نپذیرفت، یا اینکه از ناچاری به خواستهٔ متفقین تن در داد، بر ستاد دفاع ملی واجب است که شخصاً با همهٔ توان خود با خواستهٔ متفقین مخالفت کند حتی اگر این مخالفت به قیمت برافروزشِ مجددِ آتش تخاصمات باشد. او افزود که اگر متفقین به آلمان حمله نمودند_هر چند اعتقاد نداشت که چنین چیزی رخ دهد_ آنگاه ارتش آلمان در غرب می‌بایست از رودهای وسر و اِلب عقب‌نشینی کند چرا که این‌ها مناطقی بودند که مواضع دفاعی محکمی در آنها ساخته شده بود. در شرق اما، سربازان ژرمن به لهستان هجوم برده و تلاش می‌کردند با اتحاد شوروی تماس و نزدیکی برقرار کنند، آنگاه می‌توانستند با یکدیگر علیه فرانسه و بریتانیا پیشروی کنند. همچنین افزود که از این لحظه تسلیحات نظامی آلمان فروخته یا منهدم نخواهند شد و حجم ارتش تنها بر روی کاغذ کاهش خواهد یافت. وزیر داخلهٔ پروس، آلبرت گرژسینسکی نوشت افسران ستاد زکت فاش کرده‌اند که رئیسشان آرزوی یک دیکتاتوری نظامی را، شاید به ریاست وزیر دفاع گوستاو نوسکه، در سر دارد.

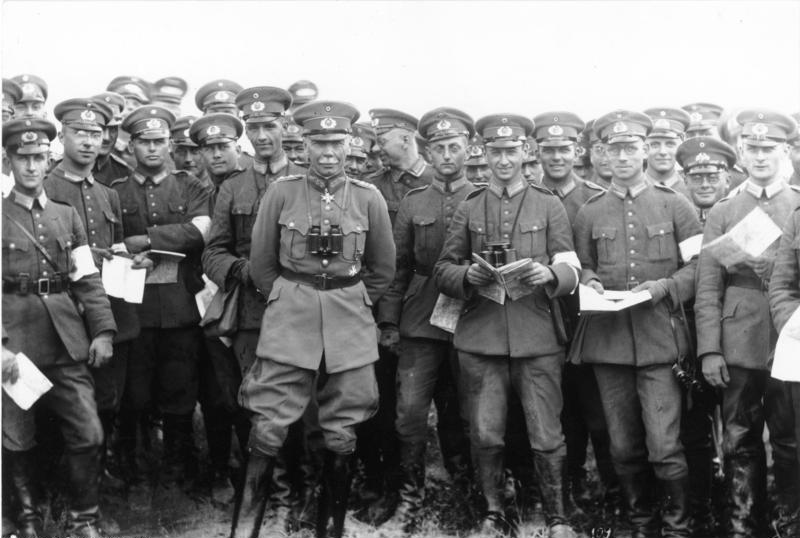
در یک مانور با افسران جوان. سال ۱۹۲۵

بسیاری از نظامیان، مشروعیت رژیم جمهوری وایمار را به دلیل گردن نهادنش به معاهده ورسای به رسمیت نمی‌شناختند. تحت فرماندهی زکت، تلاشی برای مصون نگه داشتن ستاد رایشسور از سیاست‌های جمهوری وایمار انجام گرفته بود. برخی‌ها عملکرد این ستاد را به مثابه یک «دولت در دولت» در نظر می‌گرفتند، بدین معنا که عملیات‌ها و عملکردهای این ستاد به‌طور گسترده‌ای خارج از حیطه کنترل دولتمردان انجام می‌گرفت. قلبِ سیاست زکت، حفظ قدرت و اعتبار ارتش با اجتناب از هرج و مرج داخلی بود. چنین سیاستی زمانی روشن‌تر مفهوم می‌گردد که نقشی که زکت در جریان کودتای کَپ (به انگلیسی:Kapp Putsch) در مارس ۱۹۲۰ داشت را در نظر بگیریم. در طول کودتا، زکت از فرامین صادره از سوی وزیر دفاع گوستاو نوسکه، صدراعظم گوستاو باوئر و رئیس‌جمهور فریدریش ابرت مبنی بر سرکوبی کودتا با گفتن جمله: «هیچ موضوعی مبنی بر فرستادن نیروهای ستاد به جنگ با چنین مردم[بی دفاعی] نمی‌تواند وجود داشته باشد» سرپیچی نمود. اقدامات زکت از اساس فاقد توجیه قانونی بودند؛ چرا که بر طبق قانون اساسی، رئیس‌جمهور فرماندهٔ عالی کل قوا بوده و بالاتر از آن، زکت سوگند رسمی خود را شکسته بود؛ سوگندی که نظامیان را به دفاع از جمهوری ملزم می‌کرد. وی به نظامیان ستادش امر کرد که فرامین رئیس‌جمهور مبنی بر دفاع از جمهوری قانونی را ندیده گیرند؛ به جای آن قیافهٔ بی‌طرفی به خود گرفت، در حالی که با محروم کردن حکومت از دفاع، عملاً با کودتای کَپ همسو شده بود. او هیچگونه وفاداری نسبت به این جمهوری نداشت و دل وی تماماً با کودتای کپ بود اما در عین حال آن را هنوز نابالغ می‌دانست و ارجح را بر این نهاد که به جای آنکه خود را مستقیماً درگیر کودتا کند، در گوشه ای نشسته و روند اوضاع را ببیند. یکی از نتایج رد درخواستِ دفاعِ حکومت از سوی زکت، مجاب شدن حکومت به فرار به برلن بود، جایی که خود توسط بریگاد دریایی ارهارت(Marinebrigade Ehrhardt) در صبح روز ۱۳ مارس ۱۹۲۰ بدون اینکه گلوله ای آتش کنند، به اشغال درآمده بود.
کودتای کپ تنها زمانی خاموش شد که دولت خواستار یک ضربه قاطع و تعیین‌کننده علیه آن گردید؛ ضربه ای که البته سبب فلج شدن اقتصاد جمهوری شد. زمانی که مشخص شد رژیمی که تحت فرماندهی اسمی ولفگانگ کپ در برلن ایجاد شده‌است، نتوانسته در برابر ضربه سراسری دولت ایستادگی کند، زکت «سرهنگ ویلهلم‌های» را به ملاقات فرمانده و عامل واقعی کودتا یعنی والتر فن لُتویتس فرستاد تا به آگاهی وی برساند که باید به کودتایش اختتام بخشد. سرهنگ ماکس باوئر، دست راست ژنرال لودندورف در جنگ اول جهانی، از زکت خواست که دیکتاتور شود؛ پیشنهادی که زکت با تمسخر آن را رد کرد. در همان زمان زکت با سروان هرمان ارهارت، فرمانده بریگارد دریایی ای که برلن را اشغال نموده بود، به توافق رسید که وی و افرادش برلن را در حالی که مدال‌های افتخارشان را بر سینه خود نصب کرده باشند، عزتمندانه ترک کنند و بدین گونه دلداری اش با کودتا را نشان داد؛ اما در طول تخلیه برلن، سروان ارهارت و بریگادش به سوی شهروندان برلنی که آنان را هو می‌کردند آتش گشودند و باعث قتل یکی از آنها شدند. پس از فروکش کردن حواشی کودتا، تنها آن معدود افسرانی که به دفاع از حکومت جمهوری برخواسته بودند از کار برکنار شده و آن افسرانی که هیچگونه اقدامی در دفاع از جمهوری انجام ندادند در سمت خود ابقا شدند. اشاره زکت به رهبران جمهوری وایمار که گفت"رایشسور به سوی رایشسور شلیک نمی‌کند" مجادله برانگیز بود. دیدگاه پوشیده ماندهٔ زکت نسبت به جمهوری وایمار زمانی آشکار می‌شود که به مجادله وی با پرزیدنت اِبرت دقت شود: زمانی که ابرت از وی توضیح خواست که [در طول کودتا] رایشسوِر (ستاد دفاع ملی) کجا ایستاده بود، زکت پاسخ داد"رایشسور پشت خودم است" و راجع به این سؤال که آیا [وفاداری] رایشسوِر قابل اعتماد است یا خیر، پاسخ داد:"نمی‌دانم که قابل اعتماد هست یا خیر، اما [می‌دانم] که تنها از دستورها خودم پیروی می‌کند!"
از ۱۹۲۰ تا ۱۹۲۶ که زکت ریاست ستاد دفاع ملی (رایشسوِر) را بر عهده داشت می‌کوشید با یا بدون محدودیت‌های تحمیلی معاهده ورسای ارتشی حرفه ای تشکیل دهد و برای همین مفهوم ارتش به عنوان «دولت در دولت» را توسعه داد. این ارتش می‌بایستی منطبق با محدودیت‌های تحمیلی معاهده ورسای یعنی ایجاد ارتش حرفه ای دائمی با حداکثر ۱۰۰٬۰۰۰ داوطلب و بدون هرگونه نیروی ذخیرهٔ قابل توجه_ارتشی که نتواند با ارتش بس عظیم تر فرانسویان به چالش برخیزد_تشکیل شود.
در ۱۹۲۱ زکت رسته‌ای جدید با عنوان کماندوهای خدمت تحت فرماندهی سرگرد ارنست فون بوشروکر را سازمان داد. کنترل این کماندوها توسط یک گروه سری به نام Sondergruppe R متشکل از کورت فن اشلایشر، ایوجین اوت، فدور فون بوک و کورت فون هامرشتاین بود. این کماندوها که به «رایشسوِر سیاه» نیز معروف شدند، پس از دست داشتن شان در قتل آلمانی‌هایی که به کمیسیون نظارت متفقین∗ اطلاعات[سری] ارائه می‌کردند، مورد بدنامی قرار گرفتند. فرمان قتل این آلمانی‌ها از سوی اعضای گروه سری Sondergruppe R صادر شده بود و برای همین تحت تعقیب دادگاه قرار گرفتند. این اعضا بارها با انکار هرگونه رابطهٔ رایشسوِر با رایشسوِر سیاه یا نقش آن در این قتل‌ها، شهادت‌های دروغ دادند. ژنرال زکت در نامه ای سری به رئیس دادگاه عالی آلمان، که در حال تحقیق در مورد پرونده یکی از اعضای رایشسوِر سیاه در مورد دست داشتنش در قتل‌ها بود، اعتراف کرد که رایشسوِر سیاه تحت کنترل رایشسوِر بوده‌است و با این استدلال که این قتل‌ها به این خاطر که برای رویارویی با پیمان ورسای انجام شده بودند، به توجیه آنها پرداخت و خواستار تبرئه متهمین شد.
در ۱۹۲۱ زکت، کورت فون اشلایشر را مأمور مذاکره با لئونید کراسین∗ بر سر قراردادی با مضمون کمک آلمان به صنایع تسلیحاتی شوروی کرد. در سپتامبر ۱۹۲۱ در ملاقاتی سری در آپارتمان اشلایشر، جزئیات قراردادی با مضمون کمک‌های مالی و فناوری آلمان در ساخت صنایع تسلیحاتی شوروی، در عوضِ پشتیبانی شوروی از آلمان در خلاصی از بندهای خلع سلاح تحمیلیِ معاهده ورسای، مورد موافقت طرفین قرار گرفت. اشلایشر یک شرکت پوششی∗با عنوان شرکت ارتقای کسب و کارهای صنعتی (به انگلیسی:Company for the promotion of industrial enterprise) را تأسیس نمود که مبلغ ۷۵ میلیون رایش مارک به صنایع نظامی شوروی سرازیر نمود. این شرکت که اختصاراً GEFU خوانده می‌شد، کارخانه‌هایی را در شوروی جهت تولید هواپیما، تانک، توپ‌های توپخانه و گازهای سمی راه اندازی کرد. این معاهدات تسلیحاتی با شوروی نشان می‌دادند که آلمان از حیث پیشرفت فناوری نظامی در دهه ۱۹۲۰ به رغم خلع سلاح تحمیلی معاهده ورسای عقب نمانده‌است؛ آنها پیش زمینه‌های مخفی ای در دهه ۱۹۲۰ ایجاد کردند که در دهه ۱۹۳۰(بویژه پس از به قدرت رسیدن هیتلر) به تسلیح آشکار آلمان منجر شدند.
زکت به فرانسه و ارتش بزرگ قاره ای اش به عنوان تهدید اصلی به آلمان و دشمنی در جنگ بعدی می‌نگریست. به لهستان نیز به عنوان دولت واسال∗ فرانسه نظر داشت. او از تقویت آلمان به هر قیمتی طرفداری می‌کرد، من جمله نزدیک شدن به اتحاد شوروی. اعتقادش این بود که انگلستان عاقبت مجبور به جنگ با دشمن تاریخی اش، فرانسه، خواهد شد و زمانی که چنین شود، جزیره بریتانیا برای آنکه بار نبرد در قاره (خشکی) را به کشور دیگری منتقل کند، مجبور به جستجوی متحدی در قاره (خشکی) خواهد شد. زکت احساس می‌کرد که یک آلمان نیرومند برای آنها فریبنده‌تر خواهد بود تا یک آلمان ضعیف؛ همکاری‌های بین آلمان و شوروی نیز در همین جهت بود و یک معاهده بین این دو ملت می‌توانست هر دو را نیرومندتر سازد. او باور نداشت که چنین معاهده ای انگلستان را برنجانَد. هرچند وی قویاً کمونیست ستیز بود و می‌خواست کمونیسم را از آلمان دور نگه دارد اما بدین معنا نبود که او با شوروی قراردادی منعقد نکند؛ قراردادی که می‌توانست جایگاه آلمان را در جهان بهبود دهد.

سیاست‌های زکت منجر به تنش با وزیر خارجه سابق، کنتاولریش فون بروکدورف-رانتساو که قرار بود به عنوان سفیر به مسکو فرستاده شود، گردید. بروکدورف_رانتساو نیز همچون زکت در پی فروپاشی معاهده ورسای بود اما ترجیح می‌داد این هدف را از طریق اتحاد با بریتانیا بپوید. به علاوه، بروکدورف_رانتساو وحشت داشت که روابط حسنهٔ بیش از اندازه با شوروی سبب آزردن بریتانیا شده و این جزیره را به بازوان (آغوش) فرانسه خواهد انداخت. در مقام پاسخ، زکت یادداشتی به تاریخ ۱۱ سپتامبر ۱۹۲۲ تحت عنوان «رویکرد آلمان نسبت به مسئله روسیه» برای بروکدورف_رانتساو ارسال داشت. برخی از نکات اساسی نامه چنین بودند:
"آلمان بایستی سیاستی فعال در پیش گیرد. هر دولتی نیز باید چنین کند، در لحظه ای که از تعقیب یک سیاستِ رو به جلو دست برمی‌دارد، دیگر دولت نیست. یک سیاست فعال بایستی یک هدف و یک نیروی پیشران داشته باشد. برای اینکه چنین شود، ضروری است که توانمندیهای خودی را به درستی ارزیابی نموده و همزمان، شیوه‌ها و اهداف دیگر قدرتها را درک کرد. مردی که نظریات سیاسی اش را بر نقاط ضعف کشورش استوار می‌کند، یعنی کسی که تنها مخاطرات را پیش چشم دارد، یا تنها خواستش بی حرکت ماندن است، اساساً هیچ سیاستی را دنبال نمی‌کند و باید از حوزه فعالیت دور نگه داشته شود.
سالهای ۱۸۱۴/۱۵ شاهد فروریزش کامل نظامی و سیاسی فرانسویان بود، با این حال در کنگره وین هیچ‌کس از تالیران∗ سیاستی فعالتر دنبال نکرد. آیا تاریخ تاکنون فاجعه ای عظیم تر از آنچه روسیه در آخرین جنگش∗ از آن رنج برد به خود دیده‌است؟ ولی شگفتا که با چه قدرتی حکومت شوروی بازپروری شد، هم در داخل و هم در خارج! آیا مرد بیمار اروپا (عثمانی) دوباره و برای همیشه متوفی به نظر نیامد و با معاهده سور به خاک سپرده نشد؟ اما اکنون پس از پیروزی بر یونان، ترکیه با اعتماد به نفس در برابر انگلستان می‌ایستد. [چون] آنها سیاست ترکی فعالی را دنبال کردند. آیا اولین تکان آلمان در سیاستی فعال، یعنی معاهده راپالو، مشخصاً ما را در میان سایر ملل محترم تر نکرده‌است؟
وقتی مسئله روسیه را در نظر می‌گیریم، این معاهده اذهان را به دو قطب تقسیم می‌کند. نکته قابل توجه در مورد این معاهده ارزش اقتصادی اش نیست بلکه دستاورد سیاسی اش است، هرچند ارزش اقتصادی اش به هیچ عنوان قابل چشم پوشی نیست. نزدیکی‌های آلمان و روسیه، اولین و تقریباً تنها افزایشِ قدرتی است که از زمان صلح تاکنون حاصل کرده‌ایم. این که چنین روابطی باید ابتدا از زمینه‌های اقتصادی شروع شود، امری طبیعی و یک اصل کلی است، اما مسئله این است که همین روابط اقتصادی، روابط سیاسی و سپس نظامی را امکان‌پذیر می‌کند. جای تردید نیست که همچین روابط حسنهٔ متقابلی آلمان و روسیه را نیرومند خواهد کرد. امیدی به موفقیت سیاست سازش و کوتاه آمدن با فرانسه_فرقی نمی‌کند که این سیاست توسط اشتینز تعقیب شود یا توسط ژنرال لودندورف_نیست. بحث گرایش به سوی غرب، راجع به فرانسه منتفی است…
انگلستان در حال سوق داده شدن به جدال تاریخی دیگری با فرانسه است، هرچند با جنگ مواجه نمی‌شود بلکه جنگ در پیش زمینه نهان است. فقط یک نگاه گذرا به مسائل شرق، حتی برای آنان که پیش از کنفرانس جنوآ نمی‌خواستند از چشمان و گوشهایشان بهره ببرند، کافی است. این زمانه، برای انگلستان علایقش در داردانل، مصر و هند مطمئناً خیلی مهم‌تر هستند تا علایقش در راین (مرز آلمان و فرانسه. م)، و تفاهم بین این کشور با فرانسه راجع به غرامت‌های آلمان_که آلتی در دست بریتانیا برای تحصیل امتیازات فوری است_نیز به هیچ رو غیرممکن نیست، ولو این توافق موقتی باشد. لحظه اش در حال فرا رسیدن است، و باید هم فرا برسد، لحظه ای که بریتانیا برای متحدی در خشکی دست به جستجو بزند. وقتی چنین زمانی فرا رسید، این کشور سرباز مزدوری که زورش در حال رشد باشد را ترجیح می‌دهد.
روابط حسنه بین آلمان و روسیه تأثیری چندان بر رویکرد بریتانیا، خواه در زمینه تسلیم امتیازاتی به فرانسه خواه در زمینه جستجوی متحد، نخواهد داشت. سیاست انگلستان بوسیلهٔ محرک‌های جذابتر دیگری هدایت می‌شود تا نگرانی نسبت به تهدیدی دور و دراز از سوی روسیه ای که با کمک آلمان نیرومند شده‌است.
با لهستان است که ما به سرچشمهٔ تمامی مسائل و مشکلات شرق می‌رسیم. هستی لهستان غیرقابل تحمل و با علایق محوری آلمان غیرقابل سازش است. او (لهستان. م) بایستی محو شود و این از طریق ضعف داخلی خودش و نیز اتحاد روسیه و آلمان ممکن می‌شود. لهستان برای روس‌ها غیرقابل تحمل تر است تا برای ما؛ آنها هرگز نمی‌توانند لهستان را تحمل کنند. با لهستان، یکی از نیرومندترین ستون‌های صلح ورسای فروخواهد پاشید: نقش رهبری فرانسه [در نظام بین‌الملل]. دستیابی به چنین هدفی باید یکی از محکم‌ترین اصول راهنمای سیاست خارجی آلمان باشد، و این تنها از طریق روسیه، یا با یاری آن ممکن است.
لهستان نمی‌تواند هیچ گونه نفع و خیری به آلمان برساند؛ چه اقتصادی، چرا که توان توسعه ندارد و چه سیاسی، چرا که رعیت فرانسه است. قبل از این که آلمان و روسیه قدرتمند شوند، رسیدن به مرزهای سابق شان یک شرط لازم است. مرز سال ۱۹۱۴ بین روسیه و آلمان بایستی اساس هرگونه تفاهم و توافقی بین دو کشور باشد.
من یک یا دو هدف دیگر به اهداف سیاست خارجی مان در برابر روسیه می‌افزایم. آلمان امروزه در اندازه ای نیست که بتواند در برابر فرانک‌ها قد علم کند. سیاست ما باید این باشد که مقدماتش (مقاومت در برابر فرانسه. م) را در آینده فراهم کنیم. از نقطه نظر نظامی، پیشروی فرانسویان در طول قلمرو آلمان برای کمک به لهستان، خنده آور است؛ مشروط به این که ما داوطلبانه با آنها همکاری نکنیم. چنین ایده ای (همکاری با فرانسه) ناشی از عقاید دیپلمات‌های ۱۹۱۹ است و اکنون سه سال از آن زمان گذشته‌است. جنگ فرانسه و روسیه در راین یک کابوس سیاسی بیجاست. [چرا که]حتی به رغم همکاری مان با روس‌ها در زمینه مسائل خارجی، آلمان به دام بلشویسم نخواهد افتاد.

ملت آلمان با اکثریت سوسیالیست خود، از یک سیاست خارجی فعال_که باید احتمال جنگ را در نظر بگیرد_ بیزار است. باید اقرار کرد که روح [صلح طلبی] ای که هیئت صلح∗ را در کنفرانس ورسای سرشار کرده بود هنوز محو نگردیده و آن ناله و زاری احمقانهٔ "جنگ دیگری بس است!" هنوز هم وسیعاً شنیده می‌شود. این[ناله] بوسیلهٔ عناصر بورژوا_صلح طلب در میان کارگران و اعضای حزب رسمی سوسیال دموکراتیک بازتاب داده می‌شود. درست است که نیازی وسیع و قابل درک به صلح در میان مردم آلمان وجود دارد. بر خلاف همه چیز، مردم آلمان رهبرشان را در جنگ بر سر بقا اطاعت خواهند کرد. وظیفه مان اینست که برای اینچنین نبردی آماده شویم، برای جنگی که نباید از آن اجتناب کنیم."
زکت با این نامه، بروکدورف-رانتساو را با سیاست خود موافق ساخت. مشغلهٔ ذهنی وی نیرومندتر ساختن آلمان بود به طوری که پس از اولین دیدارش با آدولف هیتلر در ۱۱ مارس ۱۹۲۳ نوشت:"ما در هدفمان یکی بودیم؛ فقط راهمان فرق می‌کرد." البته زکت اطلاع نداشت که اهداف هیتلر قرار بود چه باشند. به زودی پی برد که مجبور است با یک سری از تمرد و نافرمانی‌ها مواجه شود، از جمله کودتای هیتلر_لودندورف. زکت آگاه بود که هدف این سرکشی‌ها براندازی حکومت وایماری که شرایط معاهده ورسای را پذیرفته و نیز به راه انداختن جنگی انتقام جویانه بر ضد فرانسه بود؛ و استدلال می‌کرد چنین جنگی تنها به نابودی نیروهای مسلح کوچک آلمان و اشغال قلمروشان توسط فرانسه می‌انجامد. در شب ۳۰_۲۹ سپتامبر ۱۹۲۳ نیروی "رایشسور سیاه" تحت هدایت سرگرد بوخروکر دست به کودتا زد. زکت سریعاً واکنش نشان داد به طوری که رایشسور را مأمور کرد با اجرای یک محاصره علیه استحکاماتی که بوخروکر و نیروهایش در خارج از برلن اشغال کرده‌اند، کودتا را در هم بشکند. پس از گذشت دو روز بوخروکر تسلیم گشت. دو ماه بعد، زکت کودتای هیتلر در ۹_۸ نوامبر را نیز سرکوب کرد و تأکید کرد که لشکر باوریای رایشسور به دولت وفادار است. تاریخ نگار انگلیسی جان ویلر بنت نوشته که زکت به رایش (رژیم امپراتوری سابق) وفادار بود نه به جمهوری و از لحاظ عقیدتی با ژنرال لودندورف، بوخروکر و هیتلر همدل بود. تنها علت مخالفت وی با کودتای مونیخ و کودتای بوخروکر این بود که هدف این کودتاها طبق گفته خودشان، الغای معاهده صلح رور (منعقده در سپتامبر ۱۹۲۳) و جنگ با فرانسه بود. زکت ضمن دانستن محتمل‌ترین نتیجهٔ چنین جنگی، ترجیح داد که جمهوری وایمار، حداقل در سالهایی که ملتش مجبور به تحمل این ذلت بود، باقی بماند. زکت ضمن اینکه قویاً با پیمان لوکارنو مخالف بود و آنرا به منزلهٔ تلاشی برای ارضای فرانسه می‌دانست، نسبت به عضویت آلمان در جامعه ملل نیز شکاک بود چرا که می‌دید موجب تضعیف روابط با آلمان با شوروی می‌شود(شوروی تا سال ۱۹۳۴ عضو جامعهٔ ملل نشد) به ویژه اینکه یکی از شرایط عضویت در جامعه ملل، عدم مشارکت در جنگی بر علیه اعضای دیگر بود؛ چیزی که نقشه‌های زکت برای حمله به لهستان را با دردسر مواجه می‌کرد. در ۱۹۲۵ زکت در یادداشتی نوشت:

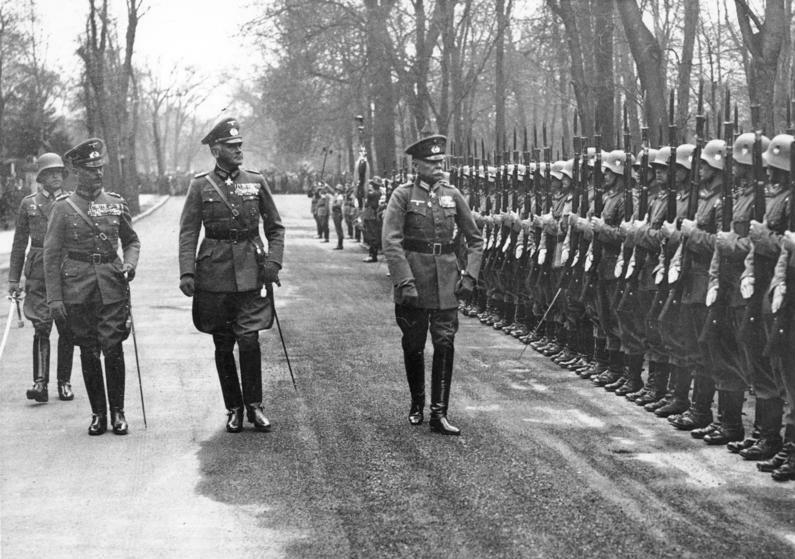
ژنرال زکت در هفتادمین زادروز خود از نیروهایش سان می‌بیند. ورنر فن بلومبرگ در وسط و گرت فن روندشتت در سمت چپ دیده می‌شوند.

"بایستی نیرومند شویم، به محض اینکه صاحب قدرت شدیم طبیعتاً هر چه که از دست داده‌ایم را بازمی‌گردانیم."
زکت استانداردهای آموزشی رایشسور را جزو سخت ترین‌ها در جهان کرد. وی تمرینات ضد تانک و ضد هوایی نیروهای رایشسور را با ابداع سلاح‌های چوبین و نبردهای ساختگی، تحت پوشش آموزش سربازان برای زندگی غیرنظامی، اجرا می‌کرد. شیوهٔ تنبیه این ارتش کوچک به کل با ارتش امپراتوری سابق تفاوت داشت. برای نمونه به جای مجازات‌های خشن ارتش سابق، خاطیانی که خطای جزئی داشتند مجبور می‌شدند اوقات خلوت خود را با دراز کشیدن روی تخت و خواندن سرودهای لوتری پروتستانی پر کنند. برای اینکه جنبه نظامی این تمرینات کمتر دیده شود، عکس‌هایی که سربازان را در حال فراگیری موضوعاتی مانند آناتومی اسب و زنبورداری نشان می‌دادند، توزیع شده بودند.
در حالی که فن زکت نقشه‌های متعددی برای افزایش نیروهای ذخیره ریخته بود، اما نتیجه ای ندادند. افسران تشویق می‌شدند که رسته‌های عادی را ترک کرده و به نیروهای ذخیره بپیوندند. همچنین در ۱۹۲۱ واحدهای جدید مرزبانی تشکیل شدند که اساساً مسئول حفاظت از مرزهای شرقی آلمان بوده، به سلاح‌های کوچکی مانند مسلسل مجهز و آموزش‌های نظامی نیز دریافت کرده بودند. حداکثر ۱۰۰٬۰۰۰ نیروی ذخیرهٔ نیرومند هنوز هم بسیار کمتر از نیروهای مشابهی بود که رژیم امپراتوری در اختیار داشت. یکی از نتایجش این بود که وقتی ورماخت وارد جنگ دوم جهانی شد، تنها دارای ۴ گونه افسر در قیاس با ۴۰ نوع افسری که ارتش امپراتوری سابق داشت، بود. علت آن تا اندازه ای این بود که افسران آلمانی، من جمله خود زکت، ایده نظام وظیفهٔ عمومی که از نظریات جنگی آلبرخت فن رون بود، را مورد تحقیر قرار می‌دادند.
بالاخره این نظامی کهنه‌کار در ۹ اکتبر ۱۹۲۶ به خاطر دعوت کردن از شاهزادهٔ سابق به نام ویلهلم_ نوهٔ بزرگتر قیصر سابق آلمان_ برای شرکت در مانور با یونیفورم سلطنتی اش که بدون کسب اجازه از حکومت وایمار انجام گرفت، مجبور به استعفا گردید. زمانی که یکی از جراید جمهوریخواه خبر این قانون شکنیِ زکت را منتشر کرد، طوفانی به پا شد. وزیر رایشسور، اتو گسلر، به رئیس‌جمهور هیندنبورگ گفت که باید استعفا کند در غیر اینصورت خودش استعفا خواهد کرد. توضیح اینکه گسلر حمایت کابینه را هم پشت سر خود داشت؛ بنابراین رئیس‌جمهور هیندنبورگ استعفای زکت را خواستار شد. در آخرین گفتگوی دردناک با زکت، هیندنبورگ تأکید کرد که مجبور بود برای جلوگیری از استعفای دسته جمعی کابینه مجبور به این کار شد و گرنه به خاطر دعوت از شاهزاده سابق نبوده‌است.

## پایه‌های اولیهٔ ورماخت
ارتشی که در سال ۱۹۳۹ وارد جنگ دوم جهانی شد، تا اندازهٔ زیادی ابداع زکت بود. تاکتیک‌ها و مفاهیم عملیاتی ورماخت همگی محصول کارهای زکت در دهه ۱۹۲۰ بودند. به علاوه، اکثریت افسران ارشد و بخش زیادی از افسران میانی را کسانی تشکیل می‌دادند که زکت تصمیم به نگه داشتن آنان در رایشسور گرفته بود. وی ۵۷ کمیته گوناگون برای مطالعهٔ جنگ پیشین (جنگ اول جهانی) جهت فراگیری درس‌ها و تجارب لازم برای جنگ بعدی تشکیل داد. نتیجه اش چاپ کتابی در سال ۱۹۲۱ تحت عنوان «فرماندهی و نبرد با نیروهای مختلط» بود که تاکتیک‌ها و عملیات‌های اختلاطی را توضیح داد؛ بعدها همین نظریه در جنگ دوم جهانی به عنوان دکترین ورماخت به کار رفت. ویژگی خاصهٔ عملیات مختلطِ توپخانه، پیاده‌نظام، زرهی و نیروی هوایی این است که آتشباری سنگین جهت شکست دادن دشمن در نقاط حساسش متمرکز می‌کند؛ چیزی که زکت با آن پیروزی آلمان در جنگ بعدی را تصور می‌کرد. وی نقشی مهم در نیروی هوایی نیز داشت به طوری که تعداد زیادی از افسرانی که در نبردهای هوایی تجربه داشتند را در رایشسور نگه داشت. این افسران همان افسران آیندهٔ لوفت‌وافه در دهه ۱۹۳۰ بودند.

## در چین
پس از عدم توفیق در کسب کرسی پارلمانی به عنوان نماینده حزب مرکزی، زکت در سال ۱۹۳۰ به عنوان نماینده حزب مردم آلمان به رایشتاگ راه یافت و تا ۱۹۳۲ خدمت کرد. در اکتبر ۱۹۳۱ در یک تجمع حزبی در ناحیه «باد هارتسبورگ» زکت جزء سخنرانان اصلی تجمع بود؛ تجمعی که به تشکیل جبههٔ هارتسبورگ متشکل از هیتلر، سروان ارنست روم، هرمان گورینگ، هاینریش هیملر و آلفرد هوگنبرگ منجر گشت. در انتخابات ریاست جمهوری ۱۹۳۲ وی در نامه ای به خواهرش، کوشید او را به رأی دادن به هیتلر متقاعد کند. از ۱۹۳۳ تا ۱۹۳۵ به عنوان مشاور چیان کای شک فعالیت داشته و در ایجاد بنیان‌های تازه ای برای همکاری‌های «سینو_ژرمنی»∗ کمک کرد. در اکتبر ۱۹۳۳ زکت به عنوان رئیس هیئت نظامی آلمان وارد چین شد. در هنگامهٔ ورودش به چین، روابط سینو_ژرمنی به سبب غرور نژادی آلمان‌ها در وضع بدی قرار داشت به گونه ای که چیان کای شک می‌خواست هیئت نظامی آلمان را تیرباران نموده و به جای آنان یک هیئت نظامی فرانسوی استخدام کند. ژنرال زکت برای این که مأموریت آلمان‌ها در چین حفظ کند، به افسران ژرمنی دستور داد با درایت و سیاست بیشتری نسبت به چینیان رفتار نموده و از حالا قدری احترام برای ذوق و سلیقه آنان قائل شوند. بدین وسیله زکت توانست جایگاه هیئت نظامی آلمان در چین را حفظ کند.
مشاورهٔ ژنرال زکت به چیان این بود که چین به ۶۰ لشکر احتیاج دارد، لشکرهایی که باید به سلاح‌های نو مجهز بوده و در عملیات‌های مرکبی که خود سابقاً در آموزش دادن ارتش آلمان در دهه ۲۰ از آنها استفاده کرده بود، آموزش ببینند. زکت تأکید کرد که به شایسته‌ترین افسران چینی برای آموزش در جنگ مدرن نیاز خواهد داشت. هدفش این بود که ارتش ملیِ انقلابی را مشابه ارتش آلمانِ پس از جنگ کند، ارتشی که می‌توانست قلت عددیِ خود را با کثرت در سربازانِ حرفه ای و با کیفیت جبران کند. به علاوه، تأکید کرد که خواستار پایان بخشیدن به تعصبات محلی در ارتش چین است. ارتشی که قرار بود به وسیله افسرانی هدایت شود که به جای وفاداری‌های قومی و محلی، تنها به چیان وفادار باشد. همچنین کوشید چیان را متقاعد کند که دشت یانگتسه سفلی را سنگربندی کرده و سیاست‌هایی نیز جهت صنعتی کردن چین با هدف استقلال از محصولات غربی در پیش گیرد. در پایان، ژنرال زکت یک معاهده تجاری بین چین و وایمار را پیشنهاد کرد که در آن آلمان مواد معدنی اولیه لازم از جمله تنگستن را برای کارخانه‌های تسلیحاتی اش دریافت می‌کرد، در عوض چین به سلاح‌ها و ماشین‌های صنعتی ای که او را در تولید چنین تسلیحاتی خودکفا کند، مجهز شود. در مارس ۱۹۳۴ چیان نه تنها زکت را به سمت مستشار نظامی اش منصوب کرد بلکه او را به معاونت شورای امور نظامی گماشت. در همچین مقامی، ژنرال زکت اجلاس چیان با ژنرال‌های ارشدش که هر هفته دوبار در نانجینگ برگزار می‌شد را ریاست می‌کرد. در جلسه ای در مونت لو به سال ۱۹۳۴، طرح زکت برای ایجاد ۶۰ لشکر مورد تصویب قرار گرفت. برای ساختن چنین ارتشی، برنامه ای ده ساله ریخته شد. افسرانی که تحت هدایت ژنرال زکت آموزش دیدند بعدها در مقاومت ملت چین در برابر تهاجم ژاپن در ۱۹۳۷ نقشی برجسته داشتند.
در ابتدای ۱۹۳۴ زکت به چیان پند داد که برای شکست دادن کمونیست‌های چینی «سیاست زمین سوخته» را اجرا نماید، و آن مستلزم ایجاد مجموعه ای از خطوط و استحکامات دورادور مناطق تحت کنترل کمونیست‌ها در جیانگژی بود؛ هدف این بود که چریک‌های کمونیست را وادار به جنگیدن در فضایی باز کند یعنی جایی که آتشبار قدرتمند نیروهای ملی‌گرای چیان می‌توانستند مزیت خود را نشان دهند. در پی این مشاوه، در بهار و تابستان ۱۹۳۴نیروهای کومین تانگ∗ در پانزدهمین تلاش خود در سرکوب راهزنانِ جیانگژی، سه هزار موضع «کولهٔ لاکپشتی» که به وسیله یک سری جاده به یکدیگر متصل می‌شدند را ساخته و همزمان سیاست زمین سوخته را در اطراف این مواضع به منصه اجرا گذاشتند. این تاکتیک‌های ژنرال زکت بود که یک سری شکست‌های متوالی به کمونیست‌های چینی تحمیل کرد که سرانجام به عقب‌نشینی معروف راهپیمایی طولانی در اکتبر ۱۹۳۴ منجر گردید.
این ژنرال کهنه‌کار سه سال زودتر از آغاز جنگ دوم جهانی بالاخره در ۲۷ دسامبر سال ۱۹۳۶ درگذشت و در یک مراسم رسمی در گورستان Invalidenfriedhof مدفون شد.